# Trygve Haavelmo
Trygve Magnus Haavelmo (trüg'v hävelm) (Skedsmo, 13 december 1911 - Oslo, 28 juli 1999) was een Noors econoom. Hij won in 1989 de prijs van de Zweedse Rijksbank voor economie voor zijn "verduidelijking van de grondslagen van de kansberekening in de econometrie en zijn analyses van gelijktijdige economische structuren".

## Loopbaan
Haavelmo was een invloedrijke econoom en een van de pioniers in de econometrie. In de jaren 40 gebruikte hij wiskunde en kansrekening om theorieën in de wiskunde op te stellen. Later werd dit gebied "economische voorspellingen" genoemd.
Hij verliet Noorwegen aan het begin van de Tweede Wereldoorlog en leverde zijn dissertatie bij de Harvard-universiteit, USA, in 1941. Verder werkte hij voor Nortraship, op de afdeling voor statistiek. In 1944 leverde hij de scriptie "The Probability Approach in Econometrics" voor zijn Ph.D., een verhandeling die in Econometrica werd gepubliceerd. Aan het eind van de jaren 40 was hij werkzaam bij de Universiteit van Chicago. In 1947 keerde hij terug naar Noorwegen, om aan het eind van de jaren 50 als gastprofessor even terug te keren naar de Universiteit van Chicago.
Tussen 1947 en 1948 was hij sectiechef bij het Noorse Ministerie van Handel. Tussen 1948 en 1979 was hij Professor in de sociaaleconomie en statistiek bij de Universiteit van Oslo. In 1979 ging hij met emeritaat.
Door zijn logische kritiek van een reeks douaneconcepties in wiskundige analyse verwierf Haavelmo een prominente positie in de moderne economie.

## Curriculum Vitae
- 1930 Examen Artium van het gymnasium
- 1933 Cand. oecon. (undergraduate) in de Politieke Economie, Universiteit van Oslo, Noorwegen
- 1933-'38 Onderzoeksassistent, Instituut van Economie, Universiteit van Oslo
- 1938-'39 Lector in de Statistieken, Universiteit van Aarhus, Denemarken
- 1940-'42 Rockefeller Fellow
- 1942-'44 Statisticus bij Nortraship te New York, Verenigde Staten
- 1944 Fellow van de Econometric Society
- 1945 Commercieel attaché bij de Noorse ambassade te Washington D.C., Verenigde Staten
- 1946 Dr.phil., Universiteit van Oslo
- 1946 Fellow van het Instituut van Wiskundige Statistiek
- 1946-'47 Onderzoeker bij de Commissie Cowles, Universiteit van Chicago, Verenigde Staten
- 1947-'48 Sectiechef bij het Noorse Ministerie van Handel en Industrie en het Ministerie van Financiën te Oslo, Noorwegen
- 1948-'79 Professor Economie, Universiteit van Oslo
- 1950 Lid van de Noorse Academie van Wetenschappen
- 1954-'58, 1961-'63, 1966-'70 Lid van de Raad van de Econometric Society
- 1957 Voorzitter van de Econometric Society
- 1975 Erelid van de American Economic Association
- 1979 Lid van de Deense Academie van Wetenschappen
- 1979 De Fridtjof Nansen prijs voor uitstekend onderzoek

## Publicaties
- The Method of Supplementary Confluent Relations, 1938, Econometrica
- The Inadequacy of Testing Dynamic Theory by Comparing the Theoretical Solutions and Observed Cycles, 1940, Econometrica
- Statistical Testing of Business Cycles, 1943, RES
- The Statistical Implications of a System of Simultaneous Equations, 1943, Econometrica
- The Probability Approach in Econometrics, 1944, Econometrica
- Multiplier Effects of a Balanced Budget, 1945, Econometrica (Supp. Notes, 1946)
- Family Expenditures and the Marginal Propensity to Consume, 1947, Econometrica
- Methods of Measuring the Marginal Propensity to Consume, 1947, JASA
- Statistical Analysis of the Demand for Food: Examples of Simultaneous Estimation of Structural Equations, with M.A. Girshick, 1947, Econometrica
- Family Expenditures and the Marginal Propensity to Consume, 1947, Econometrica
- Quantitative Research in Agricultural Economics: The Interdependence Between Agriculture and the National Economy, 1947, J of Farm Econ
- The Notion of Involuntary Economic Decisions,1949, EJ
- A Note on the Theory of Investment, 1950, RES
- The Concepts of Modern Theories of Inflation, 1951, Eknomisk Tidssk
- A Study in the Theory of Economic Evolution, 1954.
- The Role of the Econometrician in the Advancement of Economic Theory, 1958, Econometrica
- A Study in the Theory of Investment, 1960.
- Business Cycles II: Mathematical Models, 1968, IESS
- Variation on a Theme by Gossen, 1972 (Zweeds)
- What Can Static Equilibrium models Tell Us?, 1974, Econ Inquiry
- Econometrics and the Welfare State, 1990, Les Prix Nobel de 1989